# Розробка нових товарів
Розроблення нових товарів — створення оригінальних товарів, випуск нових торгових марок силами науково-дослідного відділу компанії або при залученні інших фірм.

## Рівень новизни
Новизна товару має такі рівні:
- піонерський (товар випущений вперше);
- покращений (має кращі споживчі властивості);
- здешевлений (має нижчу ціну без зниження якості).

## Варіанти
Під час розробки нових товарів і послуг фірма має такі можливості:
- замовити інформацію про нові послуги інших фірм і скористатися ними;
- розробити новий товар або послугу самостійно;
- удосконалення товару по конструкції або оформленню;
- залучити інші фірми до співпраці з розробки нового товару.

## Процес розробки товару
Процес розробки товару включає такі етапи:
- пропозицію ідей;
- відбір відповідного варіанту;
- розробка моделі нового товару та її перевірка;
- розробка стратегії маркетингу;
- аналіз можливостей виробництва і збуту;
- випробування товару в ринкових умовах;
- розгортання комплексу виробництва.

Розробка стратегії маркетингу включає три частини:
- перша частина — вивчення величини, структури та поведінки цільового ринку, показників обсягу продажів, прибутку і частки ринку на найближчі роки;
- друга частина — загальні відомості про ціну, підходи до поширення;
- третя частина — перспективні цілі за показниками збуту та прибутку, довгостроковий стратегічний підхід до формування комплексу маркетингу.

## Стадії розробки нового товару
Розрізняють три стадії розробки нового товару:
- задум (ідея);
- реальне виконання (упаковка, марочне назва, властивості і якість, зовнішнє оформлення);

Розширення марки — стратегія, за допомогою якої відома товарна марка поширюється на нову продукцію.

Розширення меж використання марки — використання успішної торгової марки для випуску нового або зміненого товару в новій категорії.
- підкріплення (поставки в кредит, післяпродажне обслуговування, встановлення, гарантії).

## Асортиментна політика
Асортиментна політика — визначення найбільш переважного для ринку набору товарів. Розробка товарів, підкріплена асортиментною політикою, забезпечує економічну ефективність діяльності фірми в цілому.